# コラ半島超深度掘削坑
コラ半島超深度掘削坑（コラはんとうちょうしんどくっさくこう、露: Кольская сверхглубокая скважина、Kol'skaya sverkhglubokaya skvazhina）は、コラ半島のペチェングスキー地区でソビエト連邦が行っていた地球の地殻深部を調べる科学プロジェクトである。掘削はUralmash-4Eを使用して1970年5月24日に始まり、その後Uralmash-15000シリーズの掘削リグを使用して開始された。ボーリング坑は中央の穴から分岐することによって掘削され、最も深いSG-3は1989年に12,262m（40,230ft）に達し、今も地球上で最も深い人工地点である。ボーリング坑は直径23cm。
本坑は現在世界で最も深いボーリング坑であるが、掘削から20年近くは最も長い坑道でもあった。坑道長の記録については2008年にカタールのAl Shaheen油井が12,289mに、2011年にはロシアのサハリン沖サハリン1のオドプツOP-11油井が坑道延長12,345m（40,502ft）に達している。

## 掘削

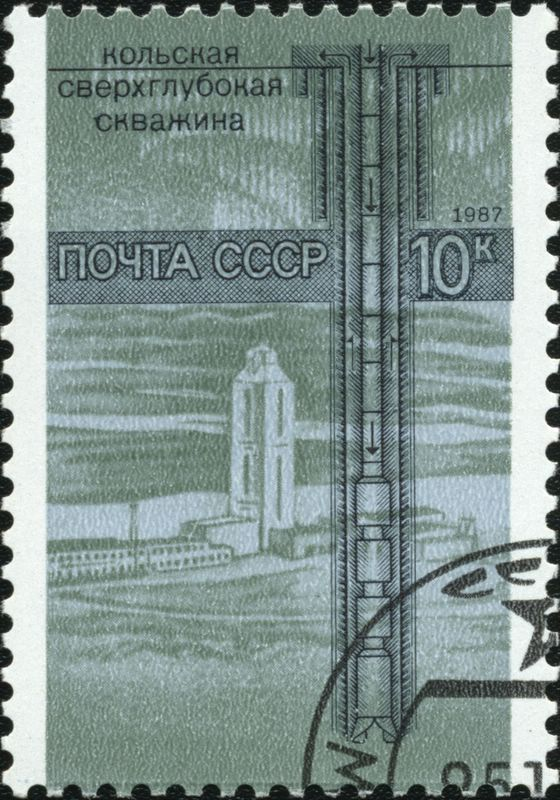
コラ半島超深度掘削プロジェクトを記念したソビエト連邦の郵便切手（1987年）

このプロジェクトでは掘削目標の深度は15,000m（49,000ft）に設定された。1979年6月6日には、米国オクラホマ州ウォシタ郡のBertha Rogersでの掘削記録9,583m（31,440ft）を超えた。1983年には深さ12,000 m（39,000ft）を通過し、ここで掘削は多くの科学的および祝賀的な訪問のために約1年間停止された。この停止期間は、1984年9月27日に発生した故障に影響をもたらした可能性がある。その後、掘削は7,000m（23,000ft）の地点から再開された。
1988年には坑の深さは12,262m（40,230ft）に達した。この時に坑の深さは1990年末までに13,500m（44,300ft）、1993年には15,000m（49,000ft）に達すると予想された。
ところが、100℃（212°F）程度だと予想されていた地中の温度は180℃（356°F）と予想を大きく上回っていた。これによりこれ以上深く掘削することは不可能であると判断され、1992年に掘削が中止された。深さが増すにつれ地中温度はさらに上昇し、15,000 m（49,000ft）まで掘削すると300°C（570°F）の温度に達すると考えられたが、このような条件下では地中を掘り進めるドリルビットが機能しなくなることが予想された。

## 研究と発見
コラ半島超深度掘削坑は、深さ約35km（22mi）と推定されるバルト海大陸地殻の約3分の1を貫いて、下部の古代岩に達した。当初の目標の深度に達しなかったとはいえ、このプロジェクトは地球物理学の重要な研究対象となった。このプロジェクトがもたらした研究分野は、バルト・シールド（フェノスカンジア、バルト楯状地）の深部構造、地殻の地震の不連続性と熱的な形態、深部地殻の物理的および化学的組成の上部地殻から下部地殻への移行、リソスフェア研究、地球物理学研究のための技術開発であった。
科学者がこのプロジェクトで強い関心を示した発見の一つは、地震波の速度が不連続である約7kmの深さにおいて、花崗岩から玄武岩への移行が見られないことであった。その代わり、地震波速度の変化は、花崗岩の岩石中の変成遷移によって引き起こされ、さらにその深さにある岩は完全に破砕され、水で飽和していた。これは科学者らにとって驚くべきことで、この水は地表の水とは異なって深い地殻の鉱物に由来するものであると考えられ、不浸透性の岩の層のために表面に到達できなかったのである。
また、別の発見は大量の水素ガスの存在であった。坑から流れ出した泥は、水素で「沸騰する」と評された。

## 掘削坑の現状

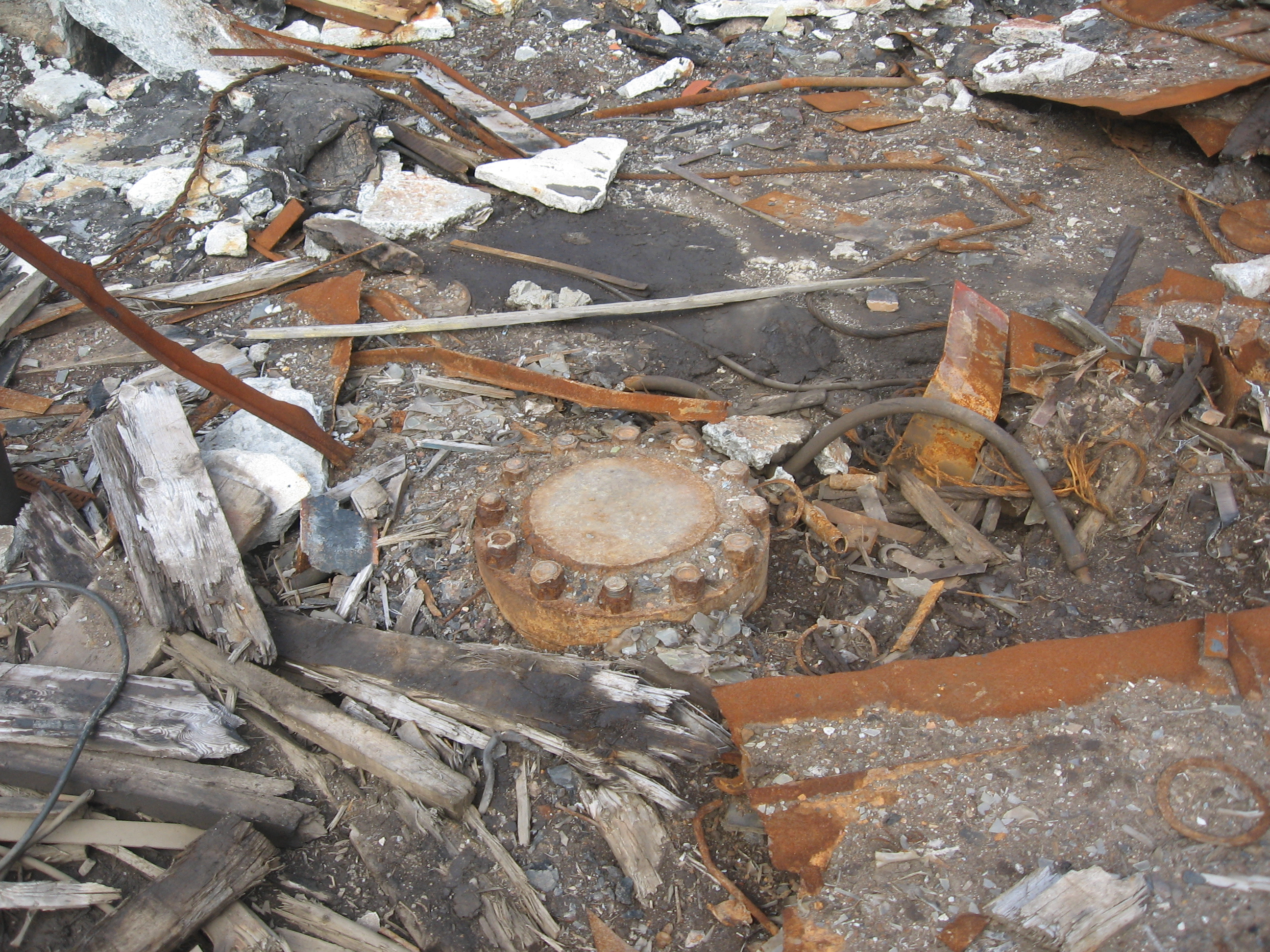
溶接で閉じられた掘削坑, 2012年8月

このプロジェクトは、ソ連の解体により1992年に中止し、1995年で正式に終了した。プロジェクトを担った現地の施設は放棄されており、現在は環境上の危険にさらされている。

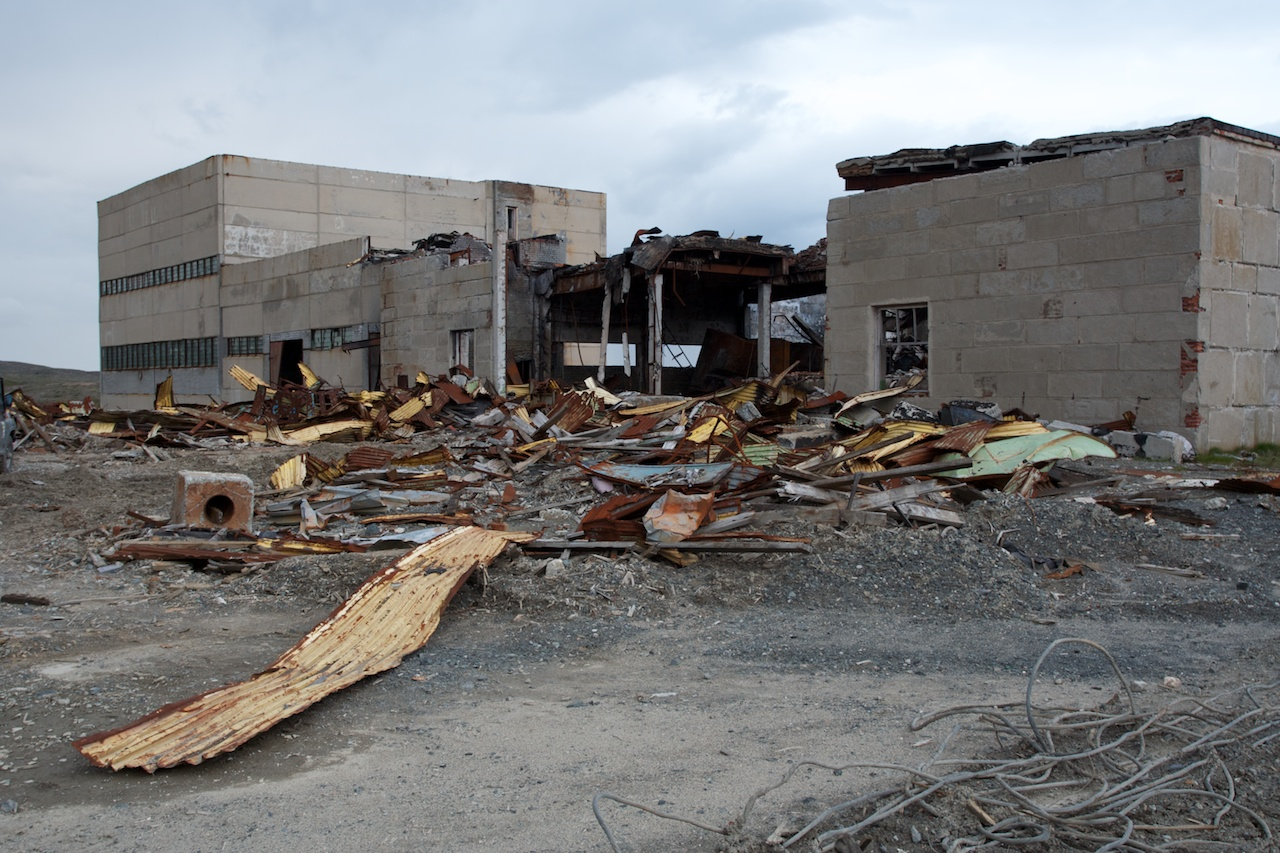
掘削坑施設跡, 2012

この掘削坑は現在では溶接により鉄の蓋で塞がれている。

### 類似する計画

#### モホール計画（米国）
米国は、1957年にメキシコ沖の太平洋の浅い地殻を掘削するモホール計画を立ち上げた。しかし、いくつかの初期掘削の後、プロジェクトは資金不足により1966年に放棄された。このプロジェクトは後の深海掘削計画などに引き継がれている。

#### ドイツ大陸深部掘削計画（KTB計画）
ドイツ・バイエルン州北部のWindischeschenbachにあるKTB超深度掘削坑（独: Kontinentales Tiefbohrprogramm der Bundesrepublik Deutschland）は、1987年から1995年までのプロジェクトの間に、260°C（500°F）以上の温度に達する深さ9101m（29,859ft）まで掘削した。このプログラムでは、特別にアップグレードされた高温測定装置を使用した。

## 記録
- コラ半島超深度掘削坑は、1988年から20年近くもの間、世界最長かつ最深のボーリング坑であった。しかし、2008年5月、カタールのAl Shaheen油田にあるMaersk OilのTransoceanが掘削したBD-04A拡張掘削（ERD）坑井では深さ12,289 m（40,318ft）に記録が更新され、その後わずか36日間で10,902 m（35,768 ft）の記録的な水平距離を達成した[12][13]。
- 2011年1月28日、サハリンⅠプロジェクトの運営会社であるエクソン・ネフテガス・リミテッドは、ロシアのサハリン島で世界最長の長距離掘削井を掘削した。それは1998年のコラ半島超深度掘削坑、2008年のカタールAl Shaheen wellでの記録を上回るもので、Odoptu OP-11の坑井は深さ12,345m（40,502ft）、水平変位11,475m（37,648ft）に達した。Exxon Neftegasは60日間で井戸を完成させた。
- 2012年8月27日、Exxon Neftegas LtdはZ-44 Chayvoにて独自の記録を打ち立てた。このERDの井戸は、深さ12,376m（40,604ft）に達した。
- コラ半島超深度掘削坑を超える記録はいくつか打ち立てられたが、地表面からの深さに関しては、今なおコラ半島超深度掘削坑SG-3の1989年に12,262m（40,230ft）が世界記録となっており、これは地球上で最も深い人工地点となっている[1]。